# Matanza de San Valentín
La matanza de San Valentín fue una masacre supuestamente ordenada por el gánster Al Capone contra cinco miembros de la banda de North Side Gang más el doctor Reinhardt H. Schwimmer en Chicago (Estados Unidos) el día de San Valentín (14 de febrero) de 1929.

## Antecedentes
Aunque los detalles de la matanza aún se discuten, y no procesaron a nadie por el crimen, los asesinatos se atribuyen a Al Capone y sus hombres, especialmente Jack 'Machine Gun' McGurn, quien se piensa que podría haber realizado los disparos bajo las órdenes de su jefe. Al planear los asesinatos, Al Capone intentaba eliminar a su rival Bugs Moran.

## La trampa
Los sicarios iban disfrazados de policías; así que fingieron una redada policial para que los rivales no opusieran resistencia. Una vez contra la pared creyendo que iban a ser esposados, los gatilleros de Al Capone los desarmaron y les dispararon contra ellos con varias metralletas Thompson. Los que sobrevivieron a la primera ráfaga fueron ejecutados a sangre fría. El principal objetivo de la operación, Bugs Moran, se salvó porque se entretuvo en un bar tomando un café.

## El mito
La masacre tuvo en su momento un enorme eco en los tabloides estadounidenses y fue el hecho que desencadenó la ofensiva contra Al Capone que aun así no fue lo que llevaría a su detención y condena en 1931, sino otros actos. Numerosas películas y series, tanto directamente como de modo indirecto inspirando tramas, se hicieron eco de estos dramáticos sucesos, con lo que se popularizaron a nivel mundial.
El último superviviente, uno de los asesinos, falleció en junio de 1975 a los 77 años en un accidente de tráfico.